# Hymenolomopsis
Hymenolomopsis là một chi rêu trong họ Seligeriaceae.